# カシオ・CZシリーズ

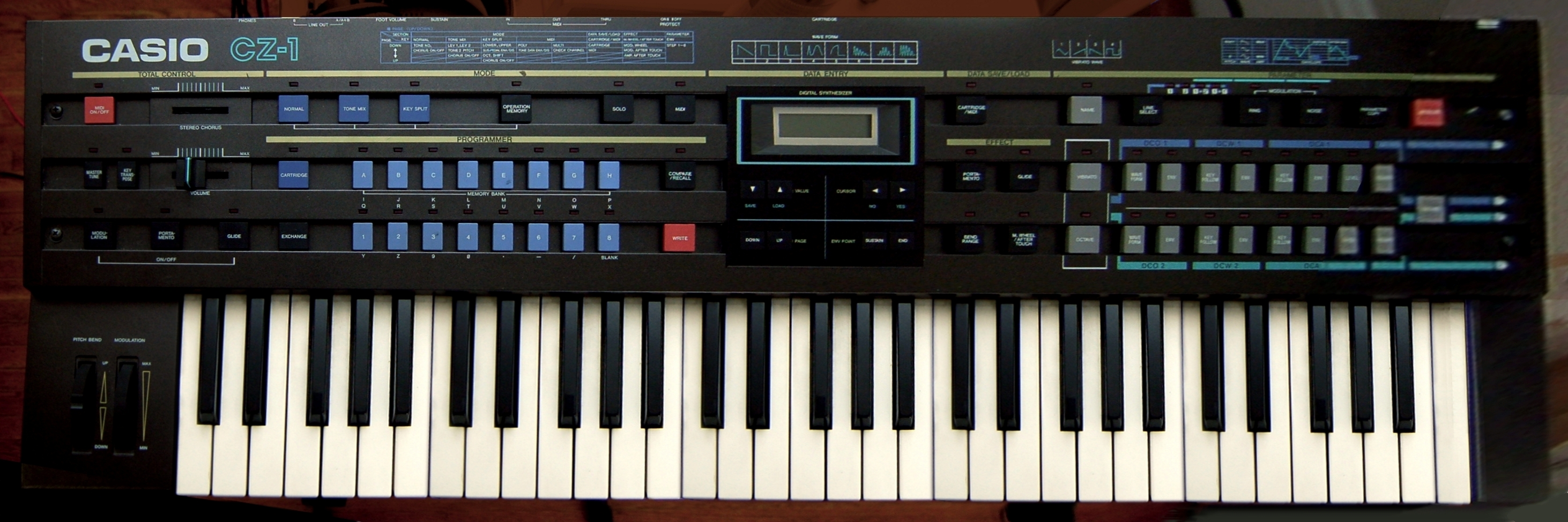
CASIO CZ-1

カシオCZシリーズ（カシオ・シーゼット・シリーズ）はカシオ開発のPD音源を採用したシンセサイザーの型番・商品名。 80年代中期に製造、販売された。

## 概要
FM音源を採用したヤマハのDXシリーズに牽引された80年代のデジタルシンセサイザー界であったが、独創的なPD音源を搭載したCZシリーズも、デジタルでありながらアナログシンセサイザーに近い温かみのある音色で多くのミュージシャンの支持を得た。
DXシリーズよりも低価格なCZシリーズが成功した事によって、ヤマハからはDX21、DX100がリリースされる。
デジタルフィルターが実用化された最初のシンセサイザーでもある。
カシオはすでにカシオトーンで楽器に参入していたが、新たな分野である本格的なシンセサイザーとしてCZシリーズを開発するにあたっては、冨田勲の協力を得て開発を進めた。
特徴ある筐体デザインはプラスチックスの立花ハジメが手掛けたという誤った情報が一般化している。
高橋幸宏の1985年ツアーにて、立花ハジメが舞台美術を担当し高橋幸宏とコシミハルが使ったCZ-5000にオリジナルのカバーリングを施した。それに関して高橋幸宏は「今回のツアーで使っているCZは立花ハジメのデザイン」とラジオで言及し、この文言が元で「立花ハジメがCZそのもののデザインをした」と誤認された。1985年にCZ-5000がグッドデザイン賞を受賞した際、デザイナーはカシオ計算機株式会社技術本部デザイン室と表記されている。
CMには冨田勲、後にYMOの高橋幸宏が出演した。また、モニターはP-MODELが務めていて、カシオはライブでの強力なバックボーンになっていた。
カシオは1987年8月、セミプロフェッショナル向けSD音源搭載のモデルHZ-600をリリース。翌年1988年8月、PD音源を進化させたiPD音源を搭載したVZ-1・VZ-10Mをリリース。1989年8月、VZ-10Mの廉価モデルであるVZ-8Mを最後にCASIOは長くシンセサイザー事業から撤退する事になる。SD音源自体は、ホームキーボードスタイルの製品・MT-600・HTシリーズに継続搭載された。
その後、2012年にXWシリーズを発表することでシンセサイザー市場に再参入した。

## シリーズのモデル
| 型式                                       | CZ-101                                         | CZ-1000                                    | CZ-230S                                                                  | CZ-5000                                          | CZ-3000                                                            | CZ-2000S                                                    | CZ-1                   |
| ------------------------------------------ | ---------------------------------------------- | ------------------------------------------ | ------------------------------------------------------------------------ | ------------------------------------------------ | ------------------------------------------------------------------ | ----------------------------------------------------------- | ---------------------- |
| 発売年月                                   | 84/11                                          | 85/01                                      | 85/04                                                                    | 85/04                                            | 85/10                                                              | 86/08                                                       | 86/01                  |
| 価格                                       | ¥89,000                                        | ¥110,000                                   | ¥69,800                                                                  | ¥198,000                                         | ¥138,000                                                           | ¥128,000                                                    | ¥198,000               |
| 鍵盤                                       | 49鍵ミニ                                       | 標準49鍵                                   | 49鍵ミニ                                                                 | 標準61鍵                                         | 標準61鍵                                                           | 標準61鍵                                                    | 標準61鍵               |
| 同時発音                                   | 8(1DCO)/4(2DCO)                                | 8(1DCO)/4(2DCO)                            | 8(1DCO)/4(2DCO)                                                          | 16(1DCO)/8(2DCO)                                 | 16(1DCO)/8(2DCO)                                                   | 16(1DCO)/8(2DCO)                                            | 16(1DCO)/8(2DCO)       |
| ボイスプリセット インターナル カートリッジ | 16                                             | 16                                         | 96 4 -                                                                   | 32 *                                             | 32 *                                                               | 32 *                                                        | 64                     |
| サイズ[mm]                                 | 676×208×70                                     | 785×300×90                                 | 806×206×76                                                               | 1025×341×125                                     | 1025×341×125                                                       | 950×350×120                                                 | 1025×341×127           |
| 重量                                       | 3.2Kg                                          | 5.5Kg                                      | 3.9Kg                                                                    | 11.7Kg                                           | 11.7Kg                                                             | 10.7Kg                                                      | 13Kg                   |
| 電源                                       | 3電源(AC100V/カーバッテリー/乾電池)            | 3電源(AC100V/カーバッテリー/乾電池)        | 3電源(AC100V/カーバッテリー/乾電池)                                      | AC100V                                           | AC100V                                                             | AC100V                                                      | AC100V                 |
| 特長                                       | CZシリーズの最初のモデル。ストラップピン付き。 | CZ-101の標準鍵モデル。ストラップピン付き。 | 非プログラマブルPD+PCM20リズム。カシオトーン的デザイン。スピーカー内蔵。 | 8トラックシーケンサーを搭載。CZ-3000の上位機種。 | ピッチベンド、モジュレーションホイール搭載。ステレオコーラス内蔵。 | CZシリーズ最後の機種。CZ-3000相当のPD音源。スピーカー内蔵。 | タッチレスポンス搭載。 |

*メモリーバンクにロード。